# William D. Hamilton
William Donald Hamilton, född den 1 augusti 1936 i Kairo, död den 7 mars 2000, var en brittisk evolutionsbiolog, allmänt ansedd som en av 1900-talets viktigaste teoretiska biologer. Hamilton blev berömd för sitt teoretiska arbete med att lägga fram en genetisk grund för släktskapsselektion och altruism, och ses som en av sociobiologins föregångare.